# Odontanthias chrysostictus
Odontanthias chrysostictus là một loài cá biển thuộc chi Odontanthias trong họ Cá mú. Loài này được mô tả lần đầu tiên vào năm 1872.

## Từ nguyên
Từ định danh chrysostictus được ghép bởi hai âm tiết trong tiếng Hy Lạp cổ đại, khrūsós (χρυσός; "vàng") và stiktós (στικτός; "có đốm"), hàm ý đề cập đến các đốm giữa màu vàng tươi trên mỗi vảy cá màu hồng đỏ ở loài này.

## Phân bố
O. chrysostictus ban đầu chỉ được biết đến ở ngoài khơi phía bắc đảo Sulawesi (Indonesia), nhưng sau đó được ghi nhận thêm tại quần đảo Mariana và vịnh Davao (Philippines). Các mẫu vật được cho là O. chrysostictus từ đảo Đài Loan thực ra là loài Odontanthias katayamai, còn ghi nhận về O. chrysostictus ở Nhật Bản cần được xác minh.
O. chrysostictus thường xuất hiện trên nền đáy cứng có hang hốc, được tìm thấy trong khoảng độ sâu 50–150 m.

## Mô tả
Chiều dài chuẩn (SL: standard length) lớn nhất được ghi nhận ở O. chrysostictus là 20 cm. So với O. katayamai, O. chrysostictus có thùy đuôi thon dài và thuôn nhọn và có màu vàng, và có một dải tím xiên nối từ mắt đến gốc vây ngực.
Số gai ở vây bụng: 1; Số tia vây ở vây bụng: 5 (tia thứ hai vươn dài); Số vảy đường bên: 36–38.

## Thương mại
Một vài cá thể của O. chrysostictus xuất hiện trong ngành buôn bán cá cảnh kể từ năm 2011.